# Chi Thiên điểu
Strelitzia là một chi thực vật có hoa trong họ Strelitziaceae.

## Hình ảnh

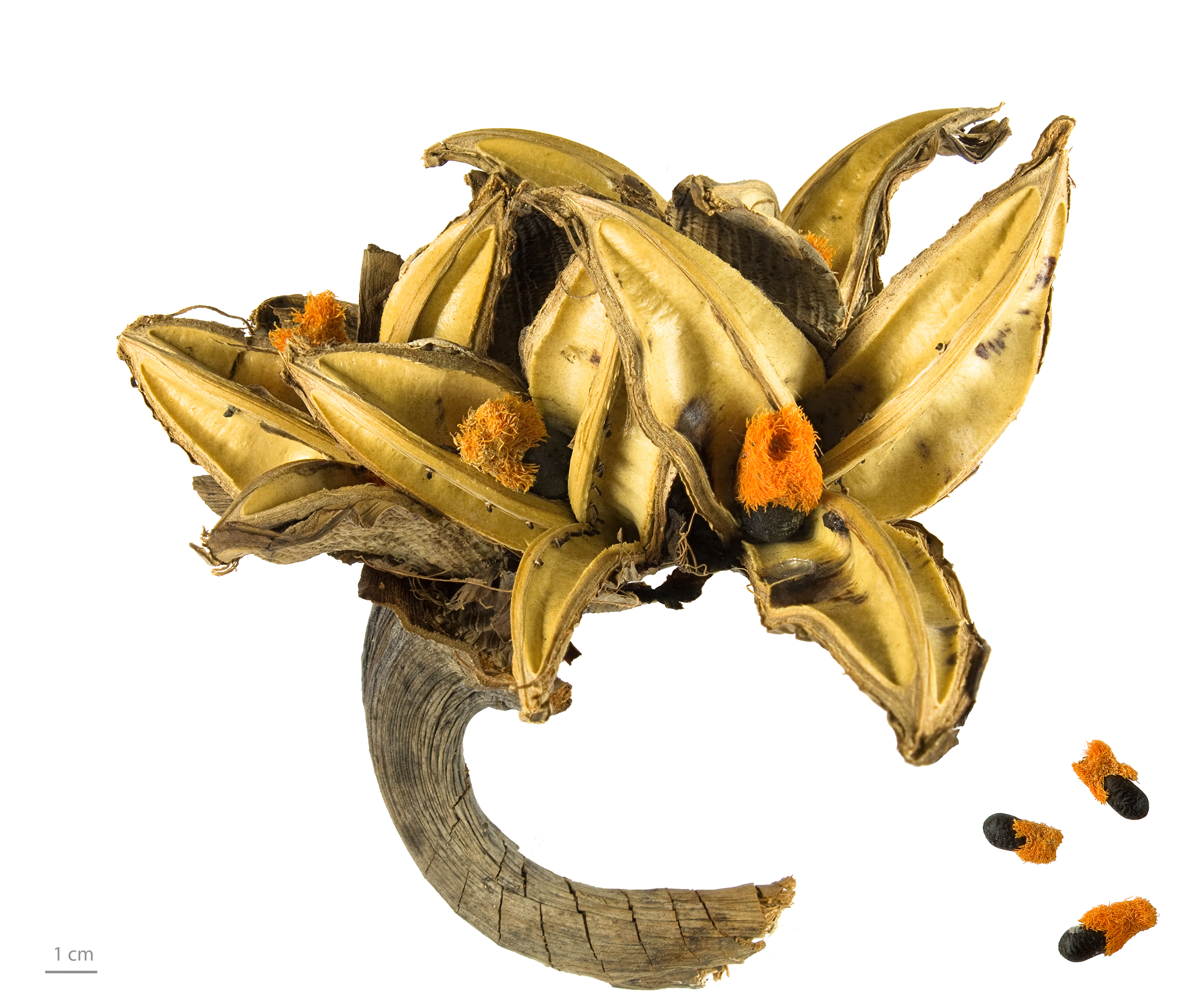
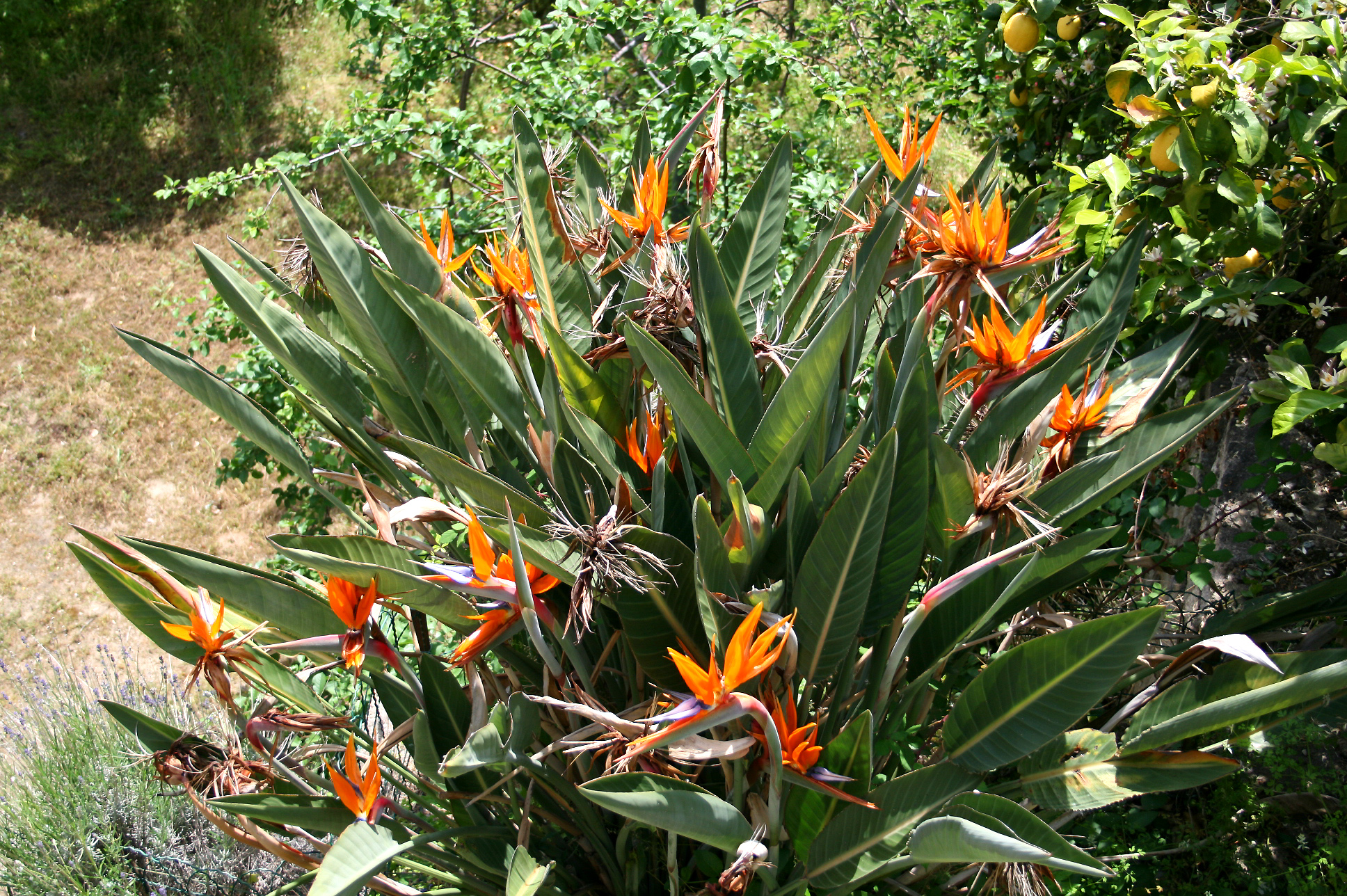
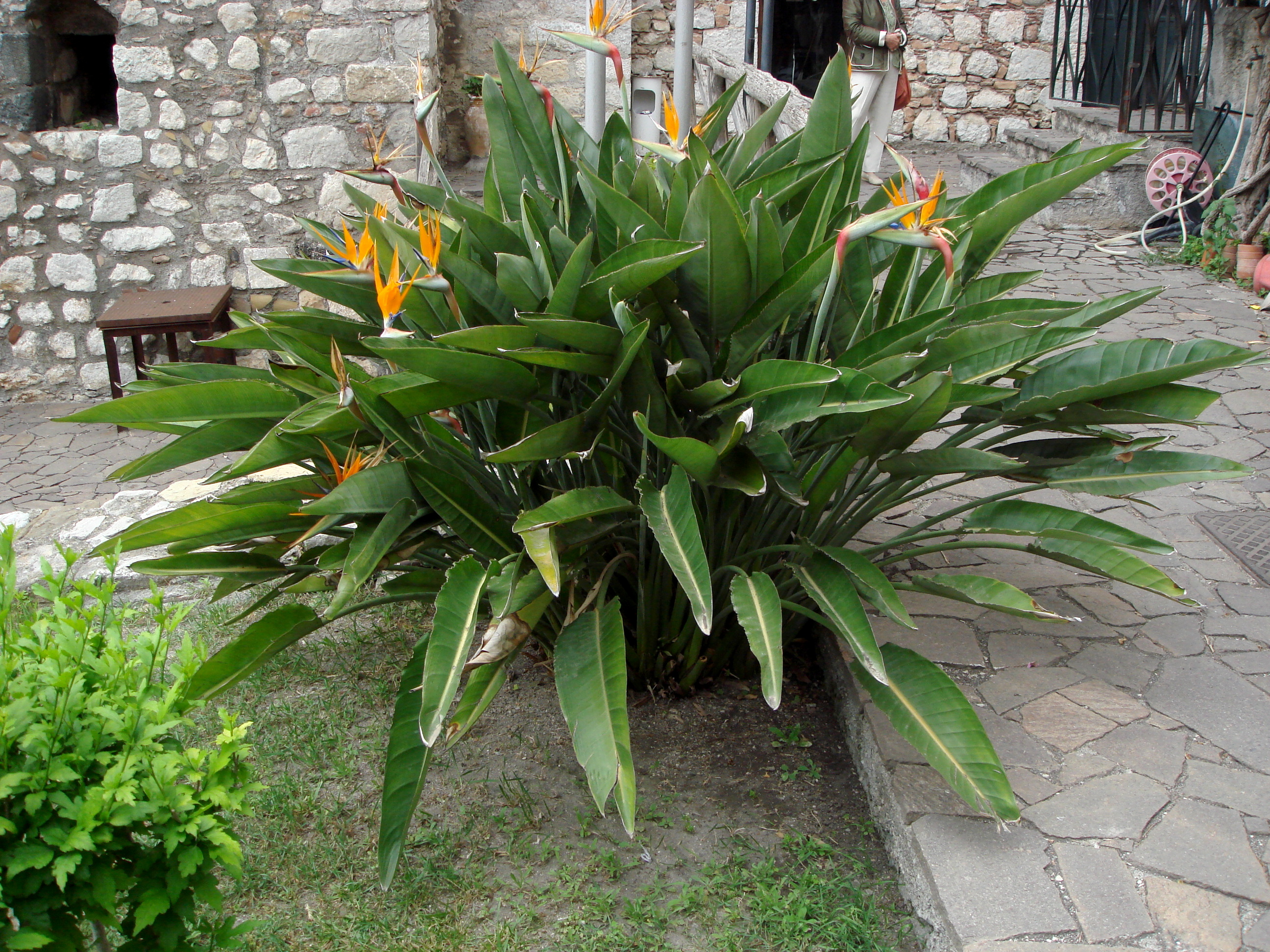
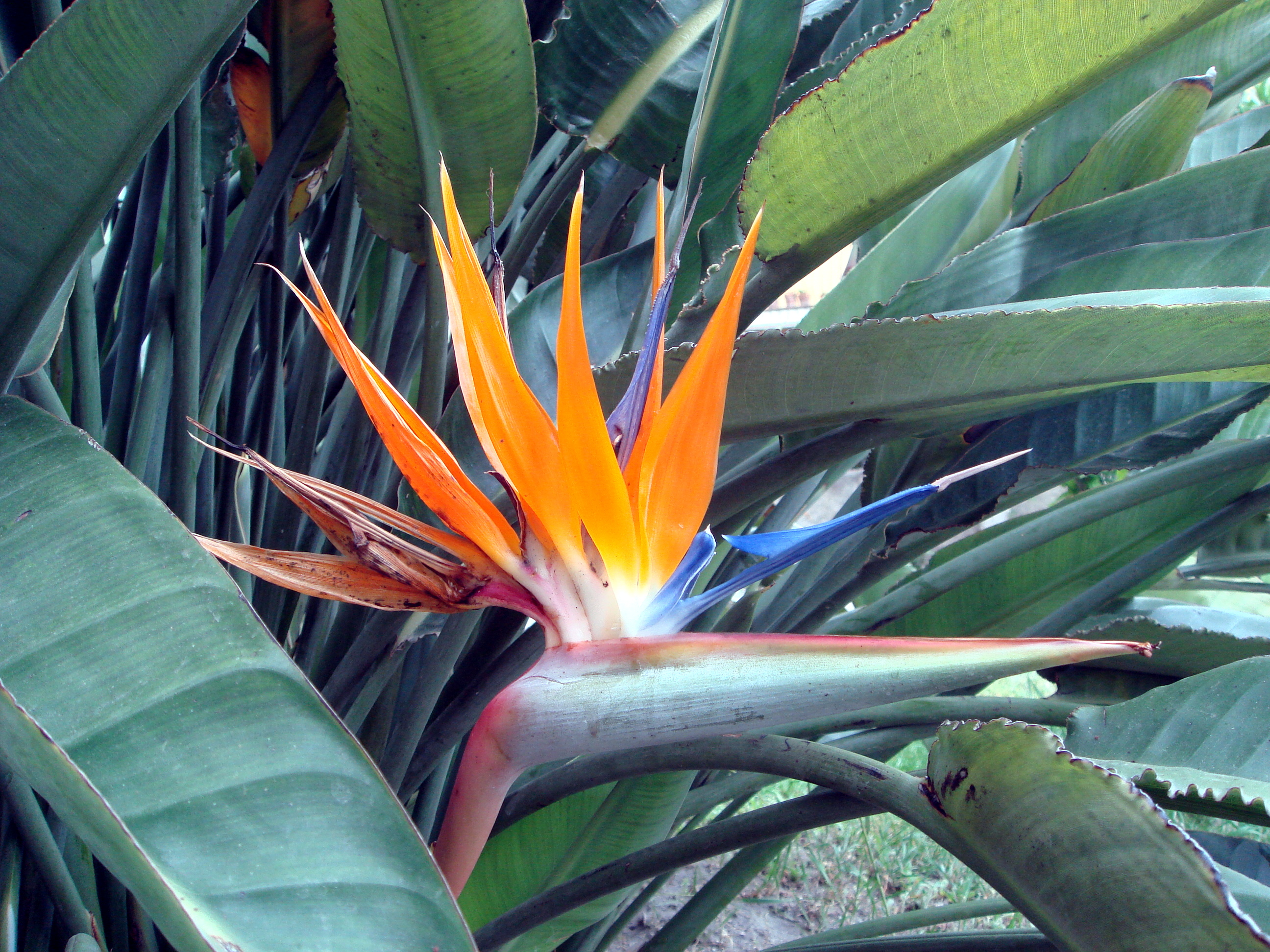

## Danh sách loài
- Strelitzia alba
- Strelitzia caudata
- Strelitzia juncea
- Strelitzia nicolai
- Strelitzia reginae
  - Strelitzia reginae var. reginae